# Villa Rica
Villa Rica er en lille landsby/fiskerleje i den mexicanske delstat Veracruz. Byen ligger ca. 70 km nord for byen Veracruz. Villa Rica er kendt for at være det sted i Mexico, hvor spanierne først byggede. I dag kan man stadigvæk se nogle få tomter fra de allerførste bygninger. På et bjerg lige bag byen finder man den totonakiske gravplads Quiahuiztlan og 3 km nord for Villa Rica ligger Laguna Verde atomkraftværk.